# Stiporyzopsis bloomeri
Stiporyzopsis bloomeri är en gräsart som först beskrevs av Henry Nicholas Bolander, och fick sitt nu gällande namn av Bertil Lennart Johnson. Stiporyzopsis bloomeri ingår i släktet Stiporyzopsis och familjen gräs. Inga underarter finns listade i Catalogue of Life.